# Cerkarie

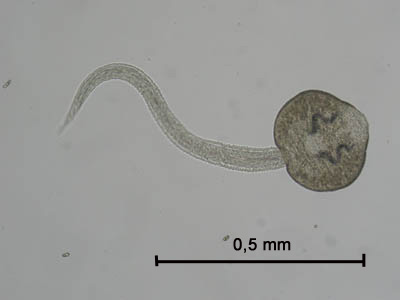
Cerkarie motolice velké Fascioloides magna.

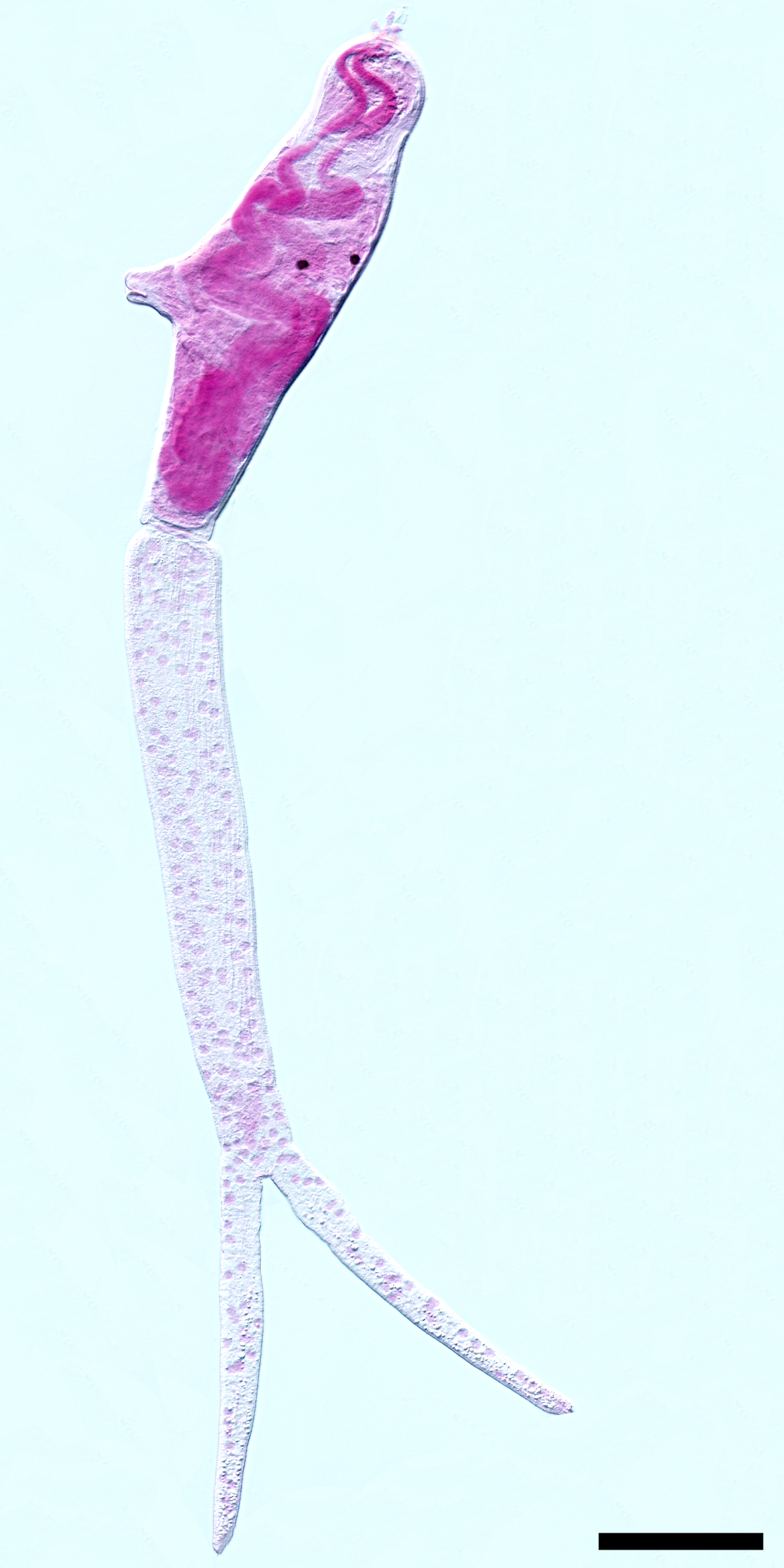
Cerkárie ptačí motolice Trichobilharzia szidati (Schistosomatidae), původce cerkáriové dermatitidy.

Cerkarie je larvální vývojové stádium motolic. Cerkarie je posledním stádiem vývojového cyklu motolice v mezihostitelském plži. Vzniká ze zárodečných buněk dceřiné redie (např. čeleď Fasciolidae) či dceřiné sporocysty jako je tomu u např. u schistosom. Zralé cerkarie aktivně opouštějí tělo plže a mohou buď pronikat přímo do kůže definitivního hostitele (schistosomy), nebo se opouzdřují (proces zvaný encystace) na vodní vegetaci či vodní hladině (např. Fascioloides magna), či pronikají do druhého mezihostitele (např. Paragonimus westermani).